# Supercoupe de Russie de football 2015
La Supercoupe de Russie de 2015 est la treizième édition de la Supercoupe de Russie. Ce match de football a lieu le 12 juillet 2015 au stade Lokomotiv de Moscou, en Russie.
Elle oppose l'équipe du Zénith Saint-Pétersbourg, championne de Russie en 2014-2015, à celle du Lokomotiv Moscou, vainqueur de la Coupe de Russie 2014-2015. C'est la deuxième fois que les deux équipes se rencontrent dans la compétition, la première confrontation, alors remportée par le Zénith, ayant eu lieu en 2008.
Les règles du match sont les suivantes : la durée de la rencontre est de 90 minutes divisée en deux mi-temps de 45 minutes ; en cas de match nul à l'issue de ce temps réglementaire, deux mi-temps de prolongation d'une durée d'un quart d'heure chacune sont jouées suivi d'une séance de tirs au but si l'égalité persiste à l'issue de la prolongation. Trois remplacements sont autorisés pour chaque équipe.
La première mi-temps voit le Lokomotiv prendre l'avantage par l'intermédiaire d'Oumar Niasse à la demi-heure de jeu. Mettant la pression en deuxième période, le Zénith parvient finalement à égaliser à quelques minutes de la fin du temps réglementaire sur un but d'Igor Smolnikov. Le score n'évolue pas par la suite et les deux équipes doivent passer par la prolongation. Celle-ci ne permet pas de les départager et ils doivent être départagés aux tirs au but. Elle voit finalement la victoire des Pétersbourgeois sur le score de quatre à deux, Domenico Criscito inscrivant le tir de la victoire. Ils remportent ainsi leur troisième supercoupe, la première depuis 2011.

## Feuille de match
| ·                 |                      |      |
| Titulaires :      |                      |      |
|                   |                      |      |
| 1                 | Iouri Lodyguine      |      |
| 4                 | Domenico Criscito    |      |
| 6                 | Nicolas Lombaerts    |      |
| 13                | Luís Neto            |      |
| 19                | Igor Smolnikov       | 120e |
| 14                | Artur Ioussoupov     | 64e  |
| 17                | Oleg Chatov          |      |
| 21                | Javi García          |      |
| 28                | Axel Witsel          |      |
| 7                 | Hulk                 |      |
| 22                | Artyom Dziouba       | 64e  |
|                   |                      |      |
| Remplaçants :     |                      |      |
| 23                | Salomón Rondón       | 67e  |
| 5                 | Aleksandr Ryazantsev | 67e  |
| 3                 | Cristian Ansaldi     | 80e  |
|                   |                      |      |
| Entraîneur :      |                      |      |
| André Villas-Boas |                      |      |

| ·                   |                       |     |
| Titulaires :        |                       |     |
|                     |                       |     |
| 1                   | Guilherme             |     |
| 5                   | Nemanja Pejčinović    |     |
| 14                  | Vedran Ćorluka        |     |
| 29                  | Vitaliy Denisov       |     |
| 49                  | Roman Chichkine       |     |
| 3                   | Alan Kasaïev          | 76e |
| 18                  | Aleksandr Kolomeïtsev |     |
| 23                  | Dmitri Tarasov        | 91e |
| 59                  | Alekseï Mirantchouk   |     |
| 21                  | Oumar Niasse          |     |
| 7                   | Maicon                | 97e |
|                     |                       |     |
| Remplaçants :       |                       |     |
| 19                  | Aleksandr Samedov     | 76e |
| 17                  | Taras Mykhalyk        | 91e |
| 9                   | Maksim Grigoriev      | 97e |
|                     |                       |     |
| Entraîneur :        |                       |     |
| Igor Tcherevtchenko |                       |     |

| ·                 |                      |      |
| Titulaires :      |                      |      |
|                   |                      |      |
| 1                 | Iouri Lodyguine      |      |
| 4                 | Domenico Criscito    |      |
| 6                 | Nicolas Lombaerts    |      |
| 13                | Luís Neto            |      |
| 19                | Igor Smolnikov       | 120e |
| 14                | Artur Ioussoupov     | 64e  |
| 17                | Oleg Chatov          |      |
| 21                | Javi García          |      |
| 28                | Axel Witsel          |      |
| 7                 | Hulk                 |      |
| 22                | Artyom Dziouba       | 64e  |
|                   |                      |      |
| Remplaçants :     |                      |      |
| 23                | Salomón Rondón       | 67e  |
| 5                 | Aleksandr Ryazantsev | 67e  |
| 3                 | Cristian Ansaldi     | 80e  |
|                   |                      |      |
| Entraîneur :      |                      |      |
| André Villas-Boas |                      |      |

| ·                   |                       |     |
| Titulaires :        |                       |     |
|                     |                       |     |
| 1                   | Guilherme             |     |
| 5                   | Nemanja Pejčinović    |     |
| 14                  | Vedran Ćorluka        |     |
| 29                  | Vitaliy Denisov       |     |
| 49                  | Roman Chichkine       |     |
| 3                   | Alan Kasaïev          | 76e |
| 18                  | Aleksandr Kolomeïtsev |     |
| 23                  | Dmitri Tarasov        | 91e |
| 59                  | Alekseï Mirantchouk   |     |
| 21                  | Oumar Niasse          |     |
| 7                   | Maicon                | 97e |
|                     |                       |     |
| Remplaçants :       |                       |     |
| 19                  | Aleksandr Samedov     | 76e |
| 17                  | Taras Mykhalyk        | 91e |
| 9                   | Maksim Grigoriev      | 97e |
|                     |                       |     |
| Entraîneur :        |                       |     |
| Igor Tcherevtchenko |                       |     |

### Statistiques
| Statistique    | Zénith | Lokomotiv |
| -------------- | ------ | --------- |
| Buts marqués   | 1      | 1         |
| Tirs           | 9      | 7         |
| Tirs cadrés    | 7      | 3         |
| Possession     | 55%    | 45%       |
| Corners        | 7      | 2         |
| Fautes         | 21     | 27        |
| Hors-jeux      | 1      | 2         |
| Cartons jaunes | 4      | 4         |
| Cartons rouges | 0      | 0         |